# Матросовка (река)
Матро́совка (устар. Гилия, Гильге; нем. Gilgestrom) — река в России, протекает по территории Славского района Калининградской области. Левый рукав Немана.

## География
Матросовка берёт начало из Немана — в 48 км от его устья ниже города Советска. Длина реки — 40 км, ширина 60—70 метров, глубина 1,5—3 метра. Впадает в Куршский залив у посёлка Матросово.

## Гидрология
Течение воды достаточно сильное, в средней части порядка 0,6—0,7 м/с. Средний расход воды — 128 м³/с. Река протекает по польдерам — местности, на которой уровень земли находится ниже уровня моря, поэтому основная часть реки укреплена высокими дамбами. В русле имеется несколько больших, глубиной до 6 метров, ям. Река судоходна.

## Притоки
Матросовка соединена Приморским каналом с рекой Деймой. У посёлка Заповедное отделяется рукав — река Товарная (Тава). Матросовка соединена с дренажной системой польдеров.

## Фауна
В реке водятся щука, окунь, судак, лещ, налим, жерех, сом, голавль, краснопёрка, густера, карась, кумжа и другие виды.

## Населённые пункты на реке
Посёлки Матросово, Заповедное, Большие Бережки, Городково.

## Данные водного реестра
По данным государственного водного реестра России относится к Балтийскому бассейновому округу, водохозяйственный участок реки — реки бассейна Балтийского моря в Калининградской области без рек Неман и Преголя. Относится к речному бассейну реки Неман и рекам бассейна Балтийского моря (российская часть в Калининградской области).
Код объекта в государственном водном реестре — 01010000312004300000247.